# Hulster klederdracht
De Hulster klederdracht is de klederdracht die werd gedragen in het Land van Hulst.
De mannendracht, die zich niet sterk onderscheidde van de mannendracht in andere delen van Zeeland, stierf omstreeks 1900 uit.
De vrouwendracht was verwant aan die in Vlaanderen en Brabant. Zij droeg 's-zondags een tulen bovenmuts, die aan de achterkant bolvormig was uitgestulpt. Vanaf de muts vielen twee slippen tot op de borst. Om de muts zat een geborduurde band. De vrouw droeg gouden oorbellen en een halsband van bloedkoraal, vastgemaakt met een driedelig gouden slot. Ook droeg zij een gouden medaillon of kruis, en een gouden broche. Voorts droeg zij een zwarte japon en daaroverheen een kleurige omslagdoek van kasjmier of zijde. Als zij naar buiten ging droeg ze over dit alles een manteline.

## Externe bron
- Hulster klederdracht